# Enfin silhouettes affinées jusqu'à la taille
Enfin silhouettes affinées jusqu'à la taille est une œuvre de Bernard Rancillac réalisée en 1966, conservée au musée de Grenoble et mesurant 195 cm sur 115 cm.

## Description
La peinture assemble deux types d'images inversées : des otages vietnamiens torturés par des soldats, à travers le supplice de la baignoire, et une publicité pour des soutien-gorge bustiers. Avec ce tour de force, le titre de l'œuvre, mais aussi de la publicité, prend alors un sens beaucoup plus sarcastique et terrifiant. En effet, il évoque la minceur des corps féminins, idéal de beauté, mais aussi la minceur des otages qui subissent des conditions terribles d’emprisonnements et de tortures.

## Interprétation
Le tableau peut s'accrocher dans les deux sens selon, dira Rancillac, « que l'on préfère considérer la réalité politique ou la rêverie mercantile de la société de consommation ». Avec cette totale critique de la société capitaliste, Rancillac nous fait réaliser que les photos horrifiques de la guerre vues dans les journaux sont très vite remplacées dans notre esprit par une affiche de publicité joyeuse, tant notre regard est stimulé par des images. En effet, dans les magazines de type Paris Match ou Look où l'on publie les banalités de la mode, les scandales ou les crises militaires mondiales, très souvent, le lecteur peut être amener à visualiser une double page confrontant une publicité pour des soutien-gorge et les horreurs de la guerre. Cela est d'autant plus courant dans le sens où la dimension sensuelle des corps est banale pour l'époque. Mais, en superposant les deux dans le même espace, Rancillac s'est permis de franchir une limite sociale pour que l'indécence et la terreur de la chose soit mise en lumière.
Cependant, l'œuvre a nécessité peu de moyen matériel pour sa réalisation. En ce qui concerne la photo des soldats, l'artiste a simplifié au maximum l'image en gardant quatre couleurs, celles des ensembles militaires, c'est-à-dire jaune, vert, marron et noir. De plus, les silhouettes apparaissent plates et sans profondeur. Enfin, Rancillac accentue les oppositions entre lumière et ténèbres. Pour le dessin publicitaire, le même nombre de couleurs est utilisé, celles stéréotypées de l'érotisme : le noir et le rose, couplés avec du blanc pour les sous-vêtements et un peu de bleu afin de faire ressortir le noir. L'absence de demi mesure dans le ton et la simplification opérée par l'artiste sur la photographie frappent d'autant plus le spectateur car il attaque directement ses yeux avec des couleurs agressives et des silhouettes compréhensibles.
« Étrange projet » déclarera son ami, le sociologue Bourdieu « un art qui emploie le langage de tous les jours, celui de la bande dessinée, de l'affiche ou de la photographie […l Des thèmes aussi familiers que ceux de l'affiche qu'on lit d'un coup d'œil, dans le couloir du métro, et un symbolisme aussi transparent que celui des contes de nourrice ou des mauvais westerns, un revolver, le crime, un loup, la violence. Des intentions qui s'avouent, dénoncer le racisme, l'oppression, la bonne conscience. Bref, un art qui veut s'adresser à ceux qui sont les plus démunis devant l'art» Le procédé de Rancillac, faisant une «image d'une image» (Photographique), s'apparente à un pléonasme dit Bourdieu, qui, spectacularisé à la télévision, devient un signe de redondance de la pensée, dénonce la bévue du photographe, l'erreur grossière inhérente au regard quotidien.
En effet, l’œil finit par s’habituer à de telles scènes d’horreurs et le cerveau finit très vite par penser à autres choses sous la profusion des images de la société consumériste.

## Technique
La technique de Rancillac est inédite. En effet, il utilise des photographies et des images comme matériaux de départ de son travail. L'utilisation qu'il en fait est diverse mais se veut toujours assez similaire : elle a consisté d'abord à découvrir, dans l'énorme masse d'images qui déferle sans cesse sur notre vie, celle qui pourrait servir à faire un tableau ; la choisir et, au besoin, la recadrer pour une bonne composition ; avec ou sans appareil de projection, la combiner éventuellement avec d'autres ; la redessiner de façon à recevoir les couleurs. Ensuite, vient tout le travail d'exécution et de finition qui amènera l'œuvre achevée à ne plus ressembler que très artificiellement à l'image de départ.